# Achromobacter
Achromobacter és un gènere bacterià que comprèn bacteris gram-negatius dins el fílum beta proteobacteria. Són bacteris aerobis estrictes mòbils amb flagelació perítrica, i presenten des d'un sol flagel fins a 20. A nivell taxonòmic, està molt relacionar amb els gèneres Bordetella i Alcaligenes.